# Vue des Alpes
Die Vue des Alpes ist ein Pass im Schweizer Jura im Kanton Neuenburg. Er liegt zwischen den Orten La Chaux-de-Fonds und Malvilliers, die Passhöhe liegt auf 1283 m ü. M. Der nächstgelegene höhere Berg ist der Tête de Ran, etwa 2,5 km südwestlich.
Seit 1995 entlastet der 3250 m lange Vue des Alpes-Tunnel zwischen Les Hauts-Geneveys und La Chaux-de-Fonds die Passstrasse und ermöglicht eine wintersichere Verbindung. Bereits seit 1860 besteht ein 3259 m langer Eisenbahntunnel der Bahnstrecke Neuenburg–La Chaux-de-Fonds, der ebenfalls unter der Vue des Alpes verläuft, jedoch nach dem Plateau Les Loges benannt wurde.

## Sperrstelle Vue des Alpes

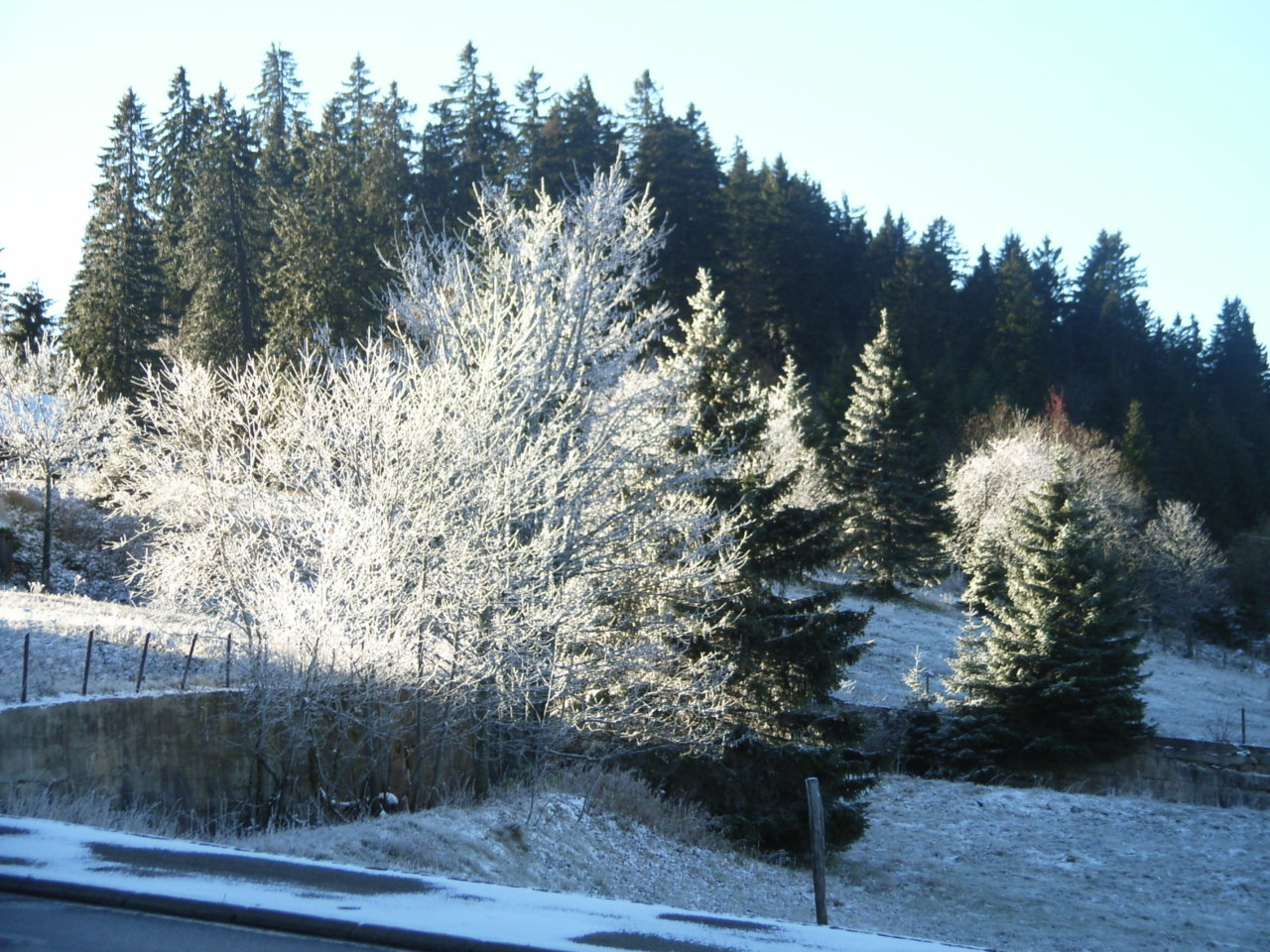
Panzersperre

Auf dem Pass wurde während des Zweiten Weltkriegs zur Sicherung der Schweizer Westgrenze eine Sperrstelle der Grenzbrigade 2 errichtet. Die Sperrstelle auf dem Gebiet der ehemaligen Gemeinde Fontaines besteht aus mehreren Bunkern, Panzersperre und Barrikaden. Sie gilt als Sperrstelle von nationaler Bedeutung.
- Infanteriebunker Vue des Alpes A 880 ⊙
- Infanteriebunker Vue des Alpes A 881  ⊙
- Beobachter Vue des Alpes A 882  ⊙
- Infanteriebunker Vue des Alpes A 883 	⊙
- Infanteriebunker Vue des Alpes A 884 	⊙
- Panzersperre GPH Vue des Alpes ⊙